# إفاسيا
الإفاسيا (الاسم العلمي:Ifasya) هو جنس منقرض من القريدس. ويضم الأنواع التالية:
- الإفاسيا المدغشقرية (الاسم العلمي:Ifasya madagascariensis)
- الإفاسيا السترايلينية (الاسم العلمي:Ifasya straelini)

وكان اسمه وضع في عام 1995 من قبل اليساندرو غراسينو وجورجيو تيروزي. وكان موجوداً في مدغشقر خلال فترة الترياسي المبكر.